# Federation

Förbundsstater

En federation (efter latin foedus, 'fördrag', 'förbund'), federal stat eller förbundsstat är en sammanslutning av flera självständiga enheter: stater, delstater eller organisationer.
Statsrättsligt är en federation detsamma som en förbundsstat, en politisk union (realunion) av delstater (eller förbundsländer, som det heter i Tyskland och Österrike).

## Exempel och karaktär
Flertalet federationer har varit republiker (förbundsrepubliker). Idag är det endast Australien, Belgien, Kanada och Malaysia som är konstitutionella monarkier bland federationsstaterna, medan Förenade arabemiraten är en federation av absoluta monarkier. I praktiken är också (enligt 1978 års författning) Spanien en förbundsstat.
Kännetecknande för federationer är att deras författning reglerar maktfördelningen mellan centralmakten och andra parter. Federationen skiljer sig från enhetsstaten (till exempel Kina och Sverige) genom decentralisering av maktbefogenheter. Å andra sidan bygger en federation på en starkare federal nivå än vad en konfederation (statsförbund) gör.
En federation kan bildas genom att en ny stat från början ges en federal organisation. Det kan också ske genom att en tidigare enhetsstat ombildas, som Österrike gjorde 1920 och Belgien 1993. Tidigare självständiga stater kan sluta sig samman till en förbundsstat, som till exempel Förenade arabemiraten. Vidare är Australien ett exempel på en tidigare konfederation som ombildats till federation. Det finns även exempel på att tidigare federationer ombildats till enhetsstater, såsom Sydafrika. USA blev grundat som en mellanstatlig union och utvecklades till en federation. Inom Europeiska unionen (EU) finns krafter som arbetar i båda riktningarna.
De delar som ingår i en federativ stat kallas federationssubjekt, och kan ha varierande namn, rättigheter och skyldigheter. Exempelvis har Australien både delstater och territorier, USA har delstater, territorier och ett federalt distrikt, medan Ryssland har delrepubliker, oblaster (provinser/regioner) och autonoma oblaster, krajer (territorier), autonoma distrikt och federala städer. Federationssubjekten kan ha olika grad av självstyre, varierande styresformer, styras direkt av den federala regeringen, eller ingå som autonoma delar i andra federationssubjekt. Även om federationssubjekten kan ha långtgående autonomi är det den federala staten som folkrättsligt utgör den suveräna statsbildningen.
Ideella organisationer av olika slag har sedan 1800-talets slut propagerat för en världsfederation, det vill säga att sammansluta alla jorden stater till ett världssamhälle.

## Nuvarande federationer
- Argentina
- Australien
- Belgien
- Bosnien och Hercegovina
- Brasilien
- Etiopien
- Förenade arabemiraten
- Indien
- Irak
- Kanada
- Malaysia
- Mexiko
- Mikronesiska federationen
- Nigeria
- Ryssland
- Schweiz
- Somalia (sedan september 2012)
- Spanien (i praktiken, sedan 1978[1])
- Sudan
- Sydsudan
- Tyskland
- USA
- Venezuela
- Österrike